# Melanotrichus utahensis
Melanotrichus utahensis är en insektsart som beskrevs av Knight 1968. Melanotrichus utahensis ingår i släktet Melanotrichus och familjen ängsskinnbaggar. Inga underarter finns listade i Catalogue of Life.